# Francesco Graziani (peintre)
Pour les articles homonymes, voir Graziani.
Francesco Graziani, dit Ciccio Napoletano, est un peintre italien actif à Naples et à Rome dans la seconde moitié du XVIIe siècle.

## Biographie

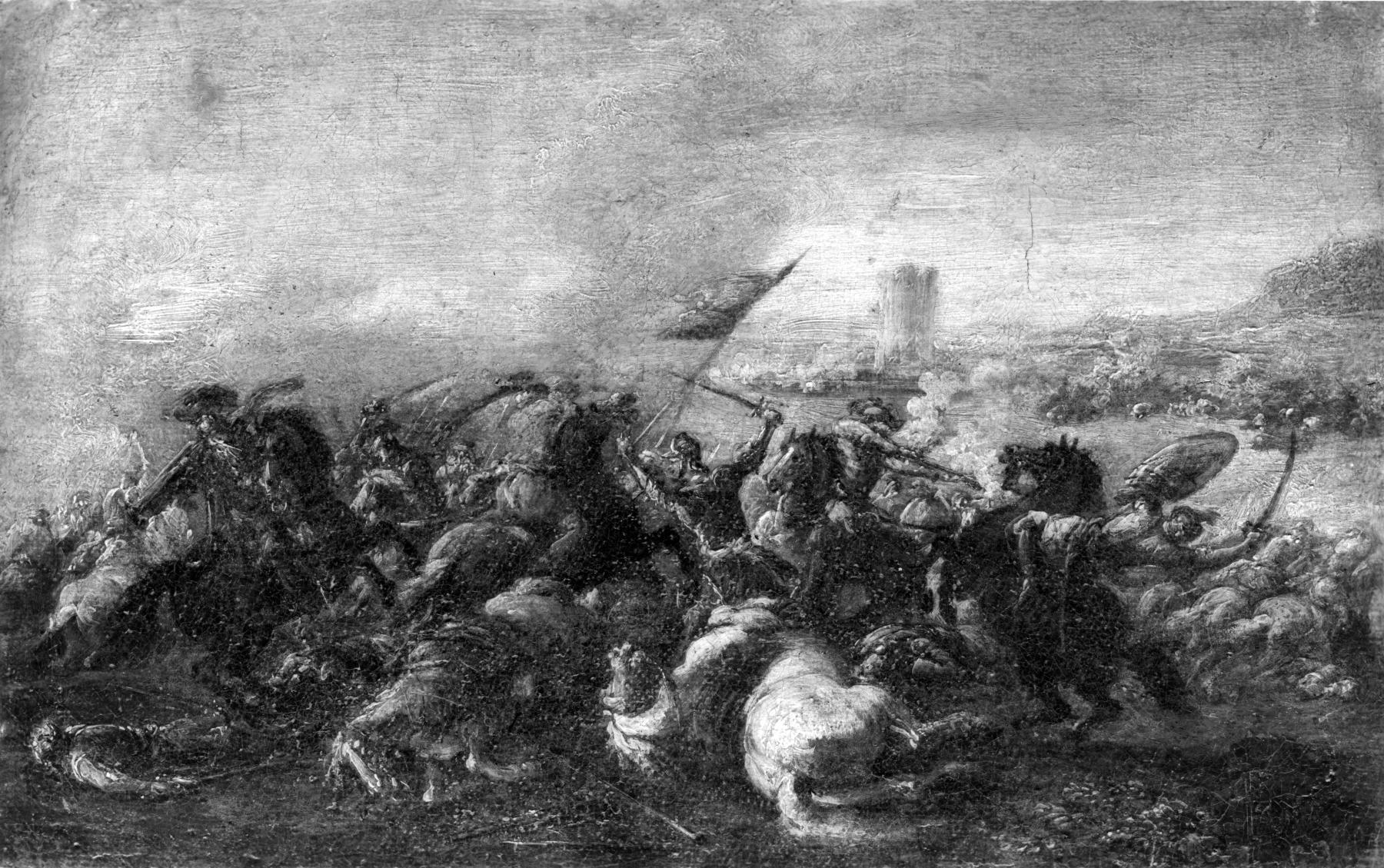
Scène de bataille, Baltimore, Walters Art Museum.

On ignore a peu près tout de sa vie. Il est probablement né à Capoue à une date inconnue car il est cité dans certains inventaires comme « Ciccio de Capoue » d'après Roethlisberger-Bianco.
Selon Luigi Lanzi, il a été l'élève de Jacques Courtois, dit il Borgognone.
Dans les années 1670, il s'est installé à Rome, mais il n'y a aucun document permettant d'affirmer qu'il aurait peint des scènes de l'Ancien et du Nouveau Testament pour la nef et le chœur de la basilique des Saints-Apôtres à Rome.
Par contre, deux documents rapportés par Filippo Titi montrent qu'il était à Rome dans les années 1680 : une peinture à l'huile représentant Saint Jean-Baptiste prêchant (1683) conservée dans la chapelle de Cimini de l'église San Antonio dei Portoghesi, et une peinture représenant la Madeleine pénitente dans l'église Santa Croce della Penitenza (ou delle Scalette) à Rome, identifié avec la Crucifixion et Marie-Madeleine, maintenant dans la paroisse de Ardea.
Francesco Graziani est surtout connu comme peintre de batailles. Parmi ses œuvres, il y a les deux scènes de bataille de la Galleria Pallavicini à Rome, qui, dans un inventaire de 1708, sont désignées comme peintes par « le Napolitano » et, en 1713, comme un des tableaux de « Gratiani ». Ces deux tableaux montrent l'influence de Jacques Courtois et Salvator Rosa.
Les grands paysages de la galerie Doria Pamphili étaient autrefois attribués à Gaspard Dughet. Aujourd'hui, trois d'entre eux ont été attribués à Francesco Graziani.
Deux petits tableaux du Walters Art Museum de Baltimore représentant des scènes de bataille sont peints dans le style typique de Francesco Graziani. Il en est de même pour les deux tableaux du musée d'art et d'histoire de Genève qui avaient été attribués à Jacques Courtois et qui sont maintenant rendus à Graziani.
Les deux tableaux de bataille du Museo Civico di Pistoia lui ont été attribués.
La connaissance des œuvres de Francesco Graziani est assez difficile à préciser car elle peut varier suivant les expertises et reste donc discutée. Les deux scènes de batailles de la galerie Pallavicini ont finalement été données à Pietro Graziani dont on ne sait s'il a un lien de parenté avec Francesco, peut-être son fils car il semble plus jeune. Le nom de Pietro Graziani apparaît pour des tableaux de scènes de bataille dans les inventaires  de 1733, 1750 et 1817 de la collection Linlightow, à Hopetoun House. Le nom de Pietro Graziani est indiqué sur le cadre de deux tableaux de paysages de la collection Gasparrini de Rome. De même une peinture se trouvant dans une collection privée[réf. nécessaire] à Bologne représentant une bataille avec un trompettiste portant une inscription sur son dos qui semble contemporaine au tableau, « de Pietro Graziani 1726 ».
La date de sa mort est inconnue.

## Collections publiques
Aux États-Unis
- Baltimore, Walters Art Museum : Scènes de bataille, huile sur toile ;

En France
- Chambéry, musée des beaux-arts : Combat de cavalerie (attributions), deux huiles sur toile;
- Dunkerque, musée des beaux-arts : Choc de cavalerie, huile sur toile;
- Orléans, Musée des Beaux-Arts: Scènes de bataille, 1700, huiles sur toile, 21 x 35 cm et 28 x 74 cm[5].